# Хиџиката Тошизо
Хиџиката Тошизо (Јап.土方歳三 „Hijikata Toshizō“) (31. мај 1835 – 20. јун 1869) био је заменик команданта и други човек полицијског одреда Шинсенгуми. Остао је познат као један од вођа војних снага који су се противили Меиџи обнови.

## Младост
Хиџиката Тошизо - Јошитојо, рођен је 31. маја 1835 у Хину, предграђу града Токија. Био је најмлађи од шесторо деце чији је отац, који се бавио земљорадњом, умро непосредно пре Тошизоовог рођења. Када је још био дечак умире му и мајка па га је одгајио његов старији брат и снајка.
По описима сматрало се да је Хиџиката био леп и висок за просечног Јапанца. У младости је био размажен понашајући се безобразно и надмено према својој породици и пријатељима али се један догађај сматра кључним за његову промену понашања. Дан када је један двадесетогодишњак, самурај из округа Аизу присиљен да изврши ритуално самоубиство – сепуку, Хиџиката, видно потресен заплакао је на његовој сахрани.
Хиџиката је провео своју рану младост као путујући трговац, продајући породични лек „Ишида санјаку“ за модрице и сломљене кости. У слободно време вежбао је кенџуцу (вештину мача), самоуко, како је видео да се ради по доџоима. Његов зет, Сато Хикогоро био је део доџоа „Теннен Ришин рју“ стила па се преко њега, Хиџиката повезао са Кондо Исамијем уз чију помоћ и пријатељство приступа (1859) у чувени „Шиеикан“ школе из које су потекли многи припадници Шинсенгумија. Иако Хиџиката никад није до краја изучио вештину Теннен Ришин-рју стила, успео је да са тим утицајем развије неки свој стил борбе тз. „Шинсенгуми-кенџуцу“ стил.

## Период у Шинсенгумију
Године 1863, Хиџиката и Кондо Исами формирају Шинсенгуми – специјалну јединицу полиције која се борила против побуњеника, првенствено ишин шишија, самураја који су се залагали за свргавање шогуната. Кондо и још два човека, Серизава Камо и Ними Нишики, постају вође групе док Хиџиката служи као један од заменика.
Међутим, Серизава и Ними западају у корупцију тражећи новац од трговаца у Кјоту што почиње да уништава репутацију Шинсенгумија па убрзо добијају погрдан назив „Вукови Мубуа (壬生狼miburō), указујући на њихово непоштење. Након што је Хиџиката пронашао довољно доказа против Ниимија, наређено му је да изврши сепуку. Серизава и његови припадници, склоњени су на други начин - директним убиством па Кондо постаје једини вођа Шинсенгумија са Јаманами Кеисукеом и Хиџикатом као заменицима.
Група је бројала око 140 људи, од чијег су броја добар део били земљорадници и трговци који су сматрали да би њихов начин живота био уздрман свргавањем шогуна с власти. Правила које су поставили Шинсенгумији у оквиру Кјота били су строги и Хиџиката је био један од оних који су инсистирали на њиховом извршавању што му је донело надимак „Сурови капетан Шинсенгумија“. Чак и у самој јединици Шинсенгимија правила су била неповредива на шта је Хиџиката посебно обраћао пажњу. Дезертери и издајице били су принуђени да изврше сепуку а правила су важила за све па чак и за старог Хиџикатиног пријатеља Јаманамија који је покушао да напусти јединицу 1865. године.
Хиџиката је поседовао мач под називом „Изуми но ками Канесада“ (和泉守兼定) за који се сматра да је направљен од последње генерације чувеног мајстора мача Аизу Канесада (1837—1903).
Заједно са остатком Шинсенгумија 1867. године, Хиџиката добија статус хатамотоа (особа која одговара директно шогуну) Нешто касније добија и ранк јориаи (yoriai-kaku 寄合格) ране 1868. године.

## Смрт
Након што се Кондо после рањавања предао царској војсци и био погубљен 17. маја 1868. године Хиџиката је, упрскос очигледном поразу у Бошин рату наставио да води јединицу Шинсенгумија против новонастале владе. После извесног времена које проводи у области Аизу, одлази до Сендаиа где се придружује флоти Еномото Такеакија који ће бити први председник краткотрајне државе Езо. Био је свестан да се бори у изгубљеном рату, што је и забележио Мацумото Рјоџун, лекар који је говорио са њим: „Ја не идем у борбу да победим. Токугава шогунат ће се рапасти сваког момента и било би нечасно да нико у тим тренуцима не стане на њену страну. Због тога ја идем. Борићу се у у борби свога живота и умрећу за своју земљу“.
У октобру 1868, Хиџиката и Отори Кеисуке водили су снаге шогуната у мисији да окупирају замак Горјокаку у бици у Хакодатеу где су елиминисали отпор који су затекли тамо. Када је у децембру основана краткотрајна држава Езо, Хиџиката је постао заменик министра војске. Међутим царској војсци није одговарало да постоји засебна држава ван земље Јапана и ускоро су царске војне трупе напале Езо који је обухватао данашњи Хокаидо. Напади су били и копнени и поморски а у последњим борбама овог конфликта, 20. јуна 1869. (по старом лунарномкаленару 11 дана, петог месеца) Хиџиката гине од метка који га погађа у леђа. Имао је тридесет четири године. Недељу дана након његове смрти, замак Горјокаку је опет присвојен а војска републике Езо се 27. јуна 1869. предала меиџи влади.
Није познато где је Хиџиката сахрањен али постоји кенотаф близу Итабаши станице у Токију одмах поред Кондо Исамија. Међу стварима које су поверене Ичимури Тецуносукеу непосредно пре Хиџикатине смрти била је његова посмртна песма, фотографија, прамен косе, два мача и писмо адресирано на Сата Хикогороа. Посмртна песма која је поверена Тецуносукеу гласи: "Иако моје тело трули на острву Езо, мој дух и даље чува господара на Истоку.".

## У популарној култури
Шинсенгумији су неисцрпан извор инспирације за све врсте медија попут филмова телевизијских серија, романа, документараца, манга и анимеа, са свим варијатетима прича од истинитих до измишљених преко историјских драма до комедије и романсе. Као један од вођа групе Хиџиката је обично један од главних ликова у тим причама.
У јапанском филму из 1999. године „Табу“ игра га чувени глумац и режисер Такеши Китано.
У годишњим таига драмана које већ деценијама традиционално снима државна телевизија Јапана, као омаж својим историјским личностима и догађајима, Хиџиката се појављује у неколико њих који приказују период Меиџи обнове.
Таига драма „Шинсенгуми!“ из 2004. године где је Хиџиката један од главних ликова постала је толико позната и популарна да је после ње снимљена додатна, специјална епизода под називом „Шинсенгуми - Хиџиката Тошизо саиго но ичиничи“ где је приказан Хиџикатов последњи дан живота.
Хиџиката се појављује и у таига драми „Рјомаден“ из 2009. године али само као споредан лик који прати Конда током њихових акција против „соно џои“ самураја. 
У Јапану су и даље популарне манге са тематиком самураја па се Хиџиката појављује као лику у серијалима "Getsumei Seiki", "Baragaki", "Peace Maker Kurogane", "Bakumatsu Kikansetsu Irohanihoheto", "Ghost Slayers Ayashi", "Kaze Hikaru", "Shura no Toki", "Hell Girl", "Hakuouki: Shinsengumi Kitan" и др.
У духовитом манга-аниме серијалу Гинтама лик Хиђикате Тошироа инспирисан је његовим ликом.
Такође се појављује и у игрицама попут "Way of the Samurai 4".